# Sestronophorinae
Sestronophorinae es una subfamilia de foraminíferos bentónicos de la familia Eponididae, de la Superfamilia Discorboidea, del suborden Rotaliina y del orden Rotaliida. Su rango cronoestratigráfico abarca desde el Luteciense (Eoceno medio) hasta la Actualidad.

## Clasificación
Sestronophorinae incluye a los siguientes géneros:
- Hofkerina †
- Neocribrella †
- Paumotua
- Planopulvinulina
- Sestronophora †
- Vonkleinsmidia